# Patricia Cowings

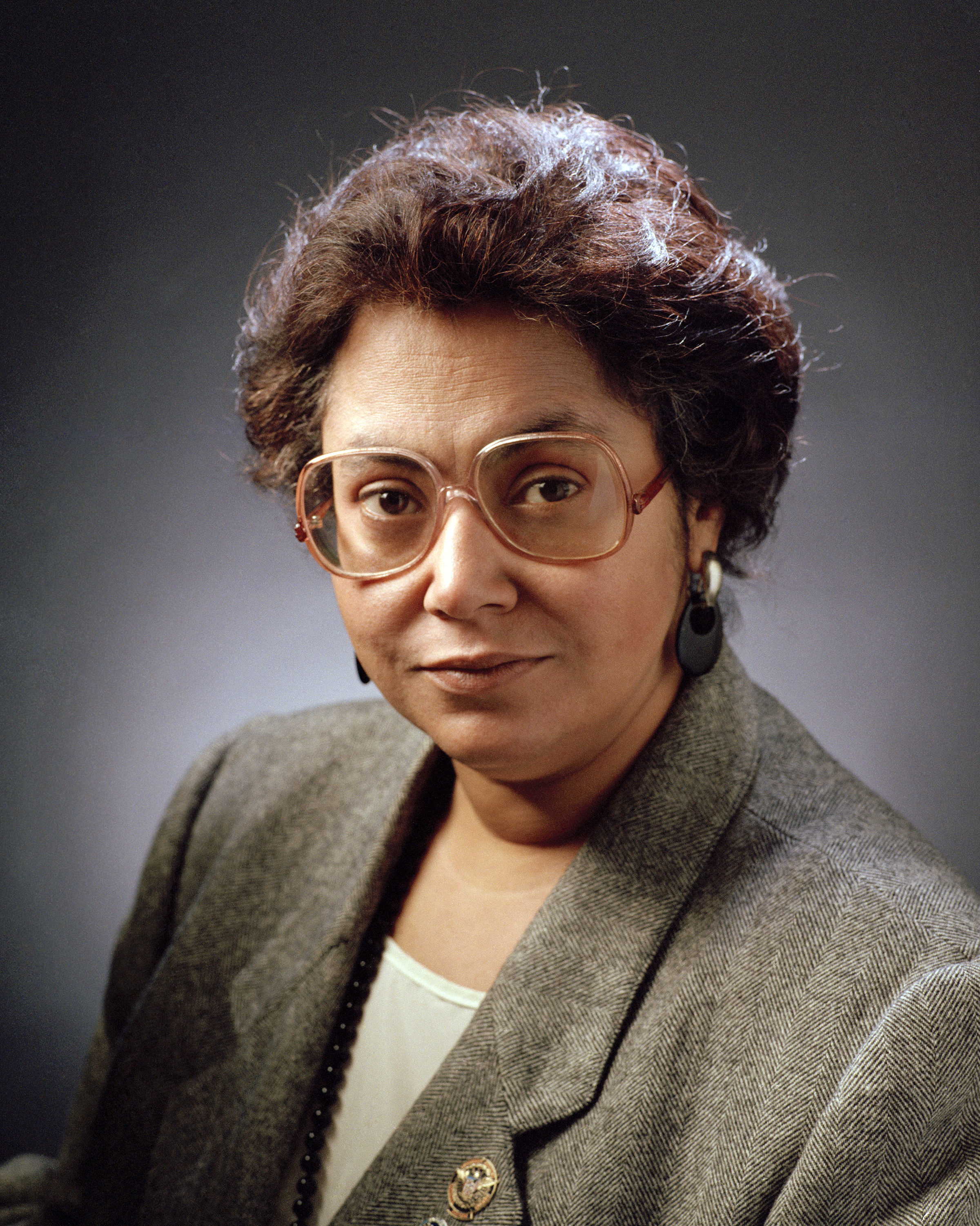
Patricia Cowings

Patricia Suzanne Cowings (* 15. Dezember 1948 in der Bronx, New York City) ist eine amerikanische Raumfahrt-Psychophysiologin. Sie ist vor allem bekannt für ihre Untersuchungen zur Behandlung der Raumkrankheit von Astronauten in der Schwerelosigkeit des Weltraums.

## Leben
Cowings studierte zunächst an der Stony Brook University in New York und erhielt ihren Ph.D. in Psychologie an der University of California, Davis. Ihr Interesse an Raumfahrt wurde an der Graduate School durch einen Ingenieurskurs geweckt, der sich mit dem Design eines Space Shuttle befasste. Sie überzeugte den Kursleiter davon, dass sie als Frau und Psychologin einen wichtigen Beitrag zur Gestaltung des Space Shuttle aus Benutzersicht leisten könne. Im Rahmen des Kurses beschrieb sie ein Dutzend Methoden zur psychologischen Kontrolle biomedizinischer Probleme von Astronauten.
Cowings war 1976 die erste afroamerikanische Frau, die als Wissenschaftsastronautin ausgebildet wurde. Sie trainierte als Nutzlastspezialistin für Spacelab Mission Development (SMD II), eine Simulation, in der vorwiegend biowissenschaftliche Experimente durchgeführt werden sollten, kam aber in der Simulation nicht zum Einsatz.
Am Ames Research Center der NASA entwickelte und patentierte Cowings das physiologische Trainingssystem Autogenic-Feedback Training Exercise (AFTE). Das System ermöglichte es, innerhalb von sechs Stunden die Beeinflussung von bis zu 20 Körperfunktionen zu erlernen, um die Effekte der Raumkrankheit zu vermindern. Diese Methode wurde während der Raumflüge von STS-51-B (Spacelab 3), STS-51-C und STS-46 (Spacelab-J) auch im Weltraum getestet. Später trainierte sie vier Kosmonauten in der Kontrolle von Raumkrankheit und niedrigem Blutdruck nach sechs Monaten auf der MIR Raumstation. Ihre Methode wurde für Piloten adaptiert und auch bei Krebspatienten eingesetzt, die an den Nebenwirkungen von Chemotherapien litten. Sie ist Principal Investigator am NASA Ames Research Center.

## Privates
Cowings ist verheiratet und hat einen Sohn.

## Preise und Ehrungen
- NASA Individual Achievement Award (1993)
- Black Engineer of the Year Award (1997)
- AMES Honor Award for Technology Development (1999)
- NASA Space Act Award for Invention (2002)
- National Women of Color Technology Award (2006)